# آنالیز گام برداشتن

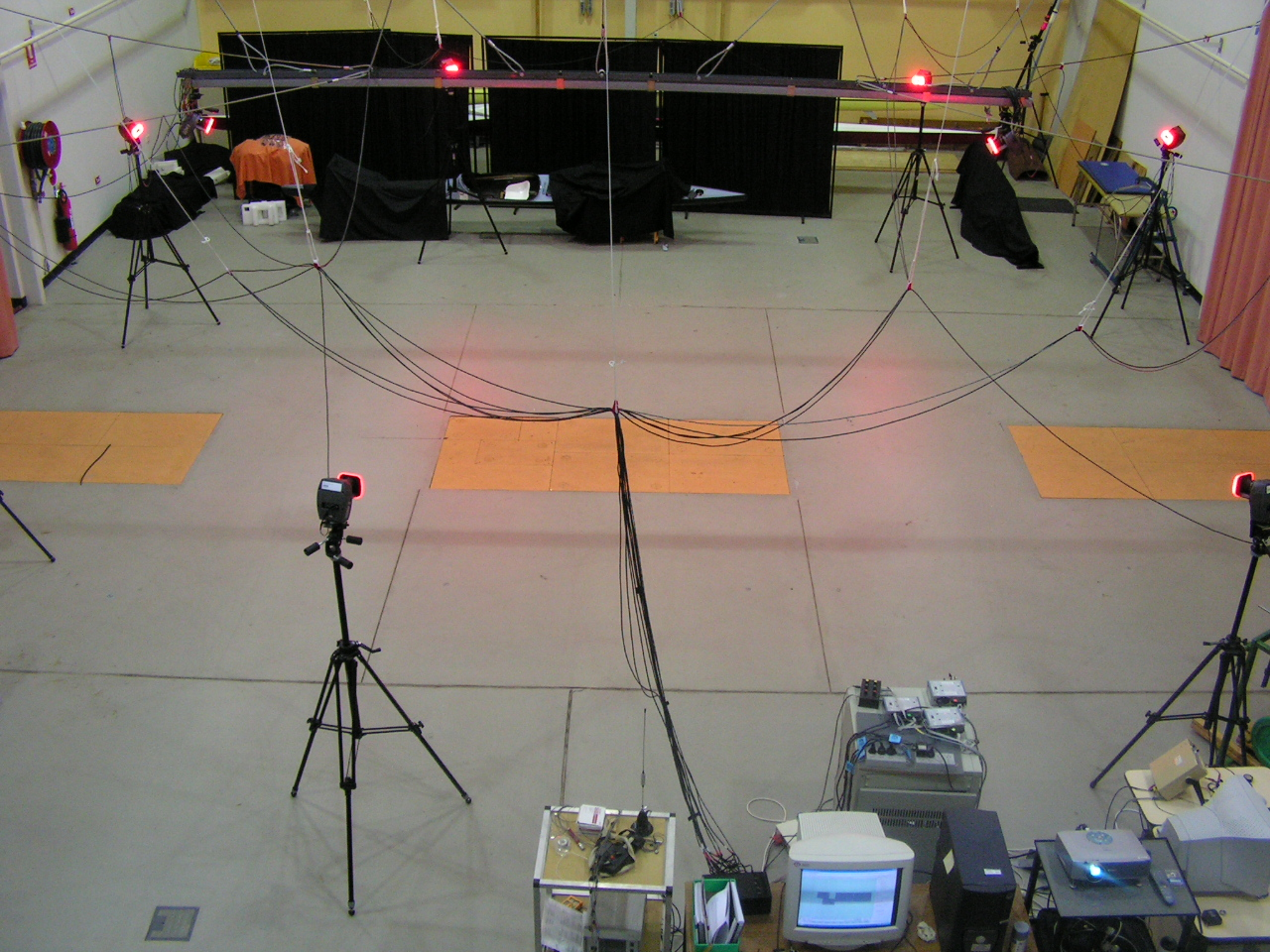
آزمایشگاه آنالیز قدم برداشتن که در آن دوربین فروسرخ و سکوی نیرو وجود دارد.

آنالیز گام برداشتن (به انگلیسی: Gait analysis)، به علم بررسی شیوه حرکت جانوران، و به‌طور تخصصی‌تر شیوه حرکت انسان، با استفاده از ابزارهای اندازه‌گیری مکانیک بدن، فعالیت ماهیچه‌ها، و همچنین چشم و مغز بیننده، گفته می‌شود. آنالیز گام برداشتن برای ارزیابی، برنامه‌ریزی، و درمان شیوه حرکت افراد و به ویژه افراد آسیب‌دیده به کار می‌رود. همچنین از این علم در بیومکانیک ورزش برای کمک به ورزشکاران برای بهتر و مؤثرتر دویدن استفاده می‌شود.

## تاریخچه
پیشگامان آنالیز علمی حرکت، آریستول و کمی بعدتر در سال ۱۶۸۰ (میلادی) جووانی آلفونسو بورلی بودند. در سال ۱۸۹۰ (میلادی) آناتومیست آلمانی کریستین ویلهلم بران به همراه اتو فیشر مجموعه‌ای از مقالات را در مورد بیومکانیک حرکت انسان در شرایط بارگذاری شده و بی بار را منتشر کردند.
با پیشرفت عکس‌برداری و فیلم‌برداری، تهیه تصاویر پشت سر هم از روند حرکت انسان میسر شد. این امر به کشف برخی از زوایای پنهان بیومکانیک حرکت انسان منجر شد. ادوارد می‌بریج و اتین-ژول ماره از پیشگامان استفاده از این روش در آنالیز گام برداشتن بودند.

## فرایند
یک آزمایشگاه معمولی آنالیز گام برداشتن، دارای چندیدن دوربین (تصویربرداری یا فروسرخ) است که در اطراف یک مسیر پیش فرض نصب شده است. این دوربین‌ها به یک رایانه وصل می‌شوند. در بخش‌های مختلف و اصلی بدن بیمار، نشانگرهایی نصب می‌شوند. با حرکت بیمار در مسیر پیش فرض، رایانه، خط‌سیر هر نشانگر را در فضای سه‌بعدی محاسبه می‌کند. برای نمونه، در یک مدل حرکت استخوان‌های اصلی بدن، بررسی می‌شود. نتیجهٔ این مدل، به بررسی کامل حرکت مفاصل می‌انجامد.
برای محاسبه سینتیک، بیشتر آزمایشگاه‌ها سکوی نیرو دارند که از طریق آن نیرو و گشتاور عکس‌العمل زمین را محاسبه می‌کنند. دانستن این نیروها در کنار دانستن دینامیک هر یک از قسمت‌های بدن، حل معادلات حرکت بر پایه معادلات نیوتون-اویلر را میسر می‌کند. برآیند نیروها و گشتاورهای وارد به هر مفصل در هر یک از فازهای چرخه حرکت، از طریق معادلات حرکت بدست می‌آیند. این روش محاسباتی به عنوان دینامیک معکوس شناخته می‌شود.
هرچند از این طریق نمی‌توان اطلاعات مورد نیاز در رابطه با تک‌تک ماهیچه‌ها را بدست آورد اما می‌توان اطلاعات مربوط به یک گروه از ماهیچه‌ها مانند ماهیچه‌های کششی و فشاری ماهیچه‌ها پا را تعیین کرد. برای مشخص کردن میزان مشارکت هر ماهیچه در حرکت انسان، بررسی فعالیت‌های الکتریکی ماهیچه‌ها ضروری است. برای این منظور در بسیاری از آزمایشگاه‌ها، الکترودهایی را به پوست بیمار متصل می‌کنند.

## تکنیک‌ها

### زمانی/فضایی
در محاسبه سرعت، ضرب‌آهنگ، طول گام حرکت و موارد مشابه به کار می‌رود. این محاسبات با ۲ روش ۱) استفاده از کرنومتر و علامت‌گذاری بر روی زمین و ۲) راه رفتن بر روی سکوی فشار انجام می‌شود.

### سینماتیک
1. کرونوفوتوگرافی، اساسی‌ترین روش برای ثبت حرکت است. در گذشته، از روش‌های جذب نور در بسامدهای مشخص برای برای آنالیز گام برداشتن کمک گرفته می‌شد.
2. با استفاده از فیلم‌برداری می‌توان زوایا و سرعت مفاصل گوناگون را تعیین کرد. در این روش، با استفاده از تجزیه و تحلیل نرم‌افزاری، پروسه آنالیز، بسیار، آسان شده و امکان آنالیز در فضای سه‌بعدی فراهم می‌شود.

### سینتیک
مطالعه نیروهای دخیل در تولید این حرکت‌ها است.

### الکترومیوگرافی دینامیکی
مطالعه الگوی فعالیت ماهیچه در حین حرکت است.

## کاربردها
از آنالیز گام برداشتن برای تحلیل توانایی راه رفتن افراد، تشخیص پزشکی، شناسایی زیست‌سنجشی و پزشکی قانونی استفاده کرد.